# Rwanda Development Board
Rwanda Development Board (RDB) és un departament governamental de Ruanda que integra totes les agències governamentals responsables de l'atracció, retenció i facilitació d'inversions en l'economia nacional.

## Localització
La seu del RDB es troba a KG 220 Street, a Kigali, la capital i ciutat més important de Ruanda. Les coordenades de la seu del RDB són: 01°57'10.0"S, 30°06'10.0"E (Latitud-1.952778; Longitud:30.102778).

## Informació general
La Rwanda Development Board (Junta de Desenvolupament de Rwanda) es va crear el 2009 per coordinar, estimular i promoure el desenvolupament econòmic nacional. La RDB inclou organismes responsables del registre d'empreses, promoció d'inversions, autoritzacions mediambientals, privatitzacions i agències especialitzades que donen suport als sectors prioritaris de les TIC i el turisme, així com les pimes i el desenvolupament de la capacitat humana en el sector privat. La posició del Director Executiu és una posició en el govern de Ruanda i el titular és nomenat i informa directament al president de Ruanda. RDB mesura els seus èxits en (a) inversions estrangeres i nacionals directes, (b) augment de les exportacions i (c) nombre de llocs de treball creats.

## Gestió
A partir de setembre de 2017, els alts directius del RDB són:
- Clare Akamanzi, Executiu en cap
- Emmanuel Hategeka, Cap d'Operacions
- Mark Nkurunziza, Director Financer
- Belise Kariza, Director de Turisme
- Winifred Ngangure, cap interí del Departament de Promoció d'Inversions
- Eugene Mutangana, cap del Departament de Conservació
- Louise Kanyonga, Secretari General.[7]